# Communauté de communes du canton de Châteauneuf-de-Randon
La communauté de communes du canton de Châteauneuf-de-Randon est une ancienne communauté de communes française, située dans le département de la Lozère et la région Occitanie.

## Historique
Elle est créée le 1er janvier 1997.
Le schéma départemental de coopération intercommunale, arrêté par le préfet de la Lozère le 29 mars 2016, prévoit la fusion de la communauté de communes du canton de Châteauneuf-de-Randon (sauf les communes de Laubert et Montbel), avec les communautés de communes Margeride Est et de la Terre de Randon, à partir du 1er janvier 2017.
Le 31 décembre 2016, les communes de Laubert et Montbel se retirent de la communauté de communes.
Celle-ci fusionne, le 1er janvier 2017, au sein de la communauté de communes Randon-Margeride.

## Territoire communautaire

### Composition
Elle était composée des huit communes suivantes  :
| Nom                           | Code Insee | Gentilé          | Superficie (km2) | Population (dernière pop. légale) | Densité (hab./km2) |
| ----------------------------- | ---------- | ---------------- | ---------------- | --------------------------------- | ------------------ |
| Châteauneuf-de-Randon (siège) | 48043      | Castelrandonnais | 24,49            | 566 (2014)                        | 23                 |
| Arzenc-de-Randon              | 48008      | Arzencois        | 69,20            | 209 (2014)                        | 3                  |
| Chaudeyrac                    | 48045      | Chaudeyraciens   | 44,10            | 303 (2014)                        | 6,9                |
| Laubert                       | 48082      | Laubertois       | 14,28            | 106 (2014)                        | 7,4                |
| Montbel                       | 48100      | Montbellois      | 22,87            | 125 (2014)                        | 5,5                |
| Pierrefiche                   | 48112      | Pierrefichois    | 16,82            | 166 (2014)                        | 9,9                |
| Saint-Jean-la-Fouillouse      | 48160      | Jeanfouillousois | 29,27            | 159 (2014)                        | 5,4                |
| Saint-Sauveur-de-Ginestoux    | 48182      | Salvadoriens     | 22,14            | 55 (2014)                         | 2,5                |

### Démographie
| 2007  | 2011  | 2012  | 2013  |
| ----- | ----- | ----- | ----- |
| 1 658 | 1 683 | 1 694 | 1 688 |